# SN 1959E
SN 1959E – supernowa typu I odkryta 21 lutego 1959 roku w galaktyce NGC 4321. W momencie odkrycia miała maksymalną jasność 17,50m.